# Liste der Bischöfe und Erzbischöfe von Lublin
Die Liste der Bischöfe von Lublin enthält die chronologische Abfolge der Bischöfe seit der Gründung des Bistums Lublin von 1805 bis heute. Seit Johannes Paul II. das Bistum 1992 zum Erzbistum erhob, führen die Bischöfe von Lublin den Titel eines Erzbischofs.

## Bischöfe von Lublin
- 1805–1824 Wojciech Skarszewski, dann Erzbischof von Warschau
- 1825–1839 Józef Marceli Dzięcielski
- 1852–1863 Wincenty Pieńkowski
- 1871–1879 Walenty Baranowski
- 1883–1885 Kazimierz Józef Wnorowski
- 1889–1918 Franciszek Jaczewski
- 1918–1945 Marian Leon Fulman
- 1946–1948 Stefan Wyszyński, dann Erzbischof von Gniezno
- 1949–1974 Piotr Kałwa
- 1975–1992 Bolesław Pylak

## Erzbischöfe von Lublin
- 1992–1997 Bolesław Pylak
- 1997–2011 Józef Życiński
- seit 2011 Stanisław Budzik